# 寶山縣 (雲南)
寶山縣， 元代雲南的一個縣，本漢邪龍縣地，南有金沙江，在今雲南省玉龍縣寶山鄉寶山石頭城。

## 沿革
- 元至元十四年以大匱七處立寶山縣，十六年升寶山州[3]